# Corvo (heráldica)
O corvo é uma figura animal comum na heráldica. Há conhecimento do uso de sua imagem em emblemas desde a Idade Média, onde o conde escocês Corbet já o utilizava no ano de 1170 em seus brasões.
Sua representação é pouco espetacular: de cor negra, geralmente mostrando as asas estendidas em sua largura sobre um trimonte. Se estiver representado como uma ave de pé, mas com as asas fechadas, provavelmente haveria confusão com a imagem da Pega-rabuda. O corvo é, assim como todos os animais heráldicos, uma figura comum e também pode ser representado com pernas de diferentes cores ou com língua (armadura). Ele pode segurar em seu bico um anel, ramos, bolota ou outras adições.
O corvo está relacionado aos brasões de armas de Rabenau (Saxônia), Raab (Alta Áustria), Rapperswil (Berna), Raben Steinfeld ou Corbières (Suíça). Embora, muitas vezes, numa leitura etimológica popular não-durável com o nome do lugar. O corvo também é representado no emblema de Matias I da Hungria (Matias Corvino).

## Exemplos

Brasão de armas da ilha de Korpo (Finlândia).
Brasão de armas da comuna de Moss (Noruega).
Brasão de armas do Principado de Halych.
Escudo municipal de Pravia (Astúrias).
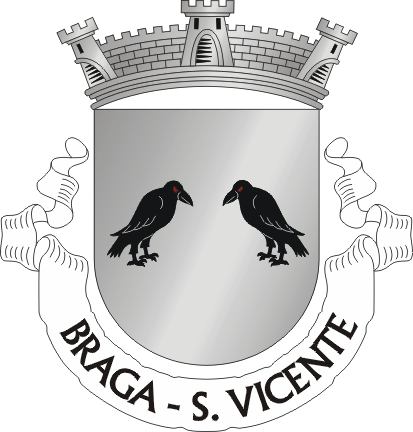
Brasão de armas da freguesia de São Vicente (Braga).
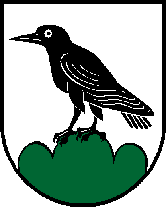
Brasão de armas de Raab (Alta Áustria).
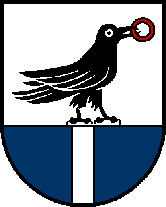
Brasão de armas do município de Sankt Oswald bei Haslach, na Áustria.
Dois corvos no brasão de armas de Einsiedeln, na Suíça.